# Concilium Bibliographicum

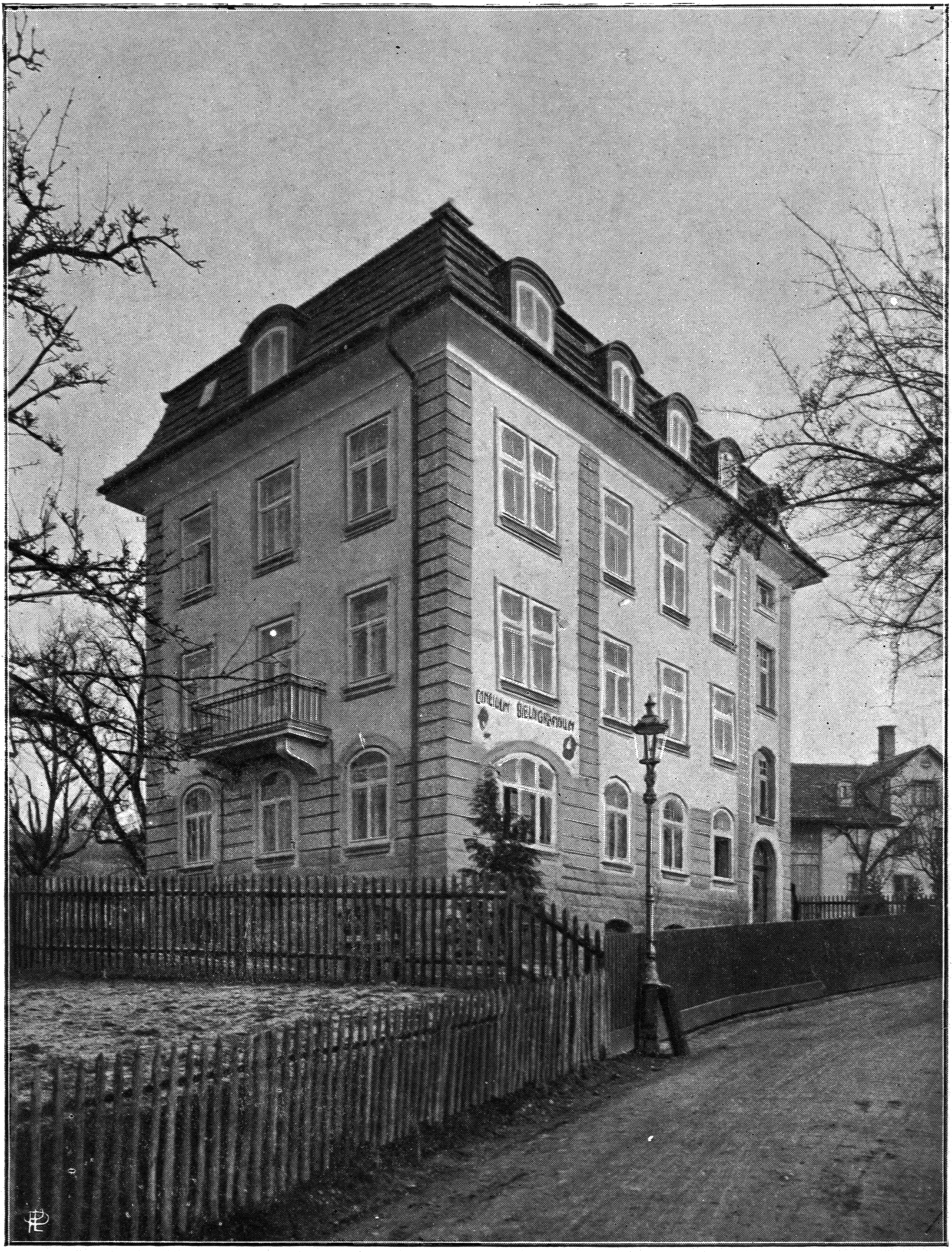
Das Gebäude des Concilium an der Hofstrasse 49 in Zürich, 1908

Das Concilium Bibliographicum war ein in Zürich angesiedelter internationaler Literaturdienst für den Bereich der Zoologie und angrenzende Wissenschaften. Der 1895 gegründeten Einrichtung kommt eine Pionierrolle im Übergang von der traditionellen Bibliografie zur modernen Dokumentations- und Informationswissenschaft zu.

## Geschichte
Gegründet wurde das Unternehmen vom US-amerikanischen Zoologen Herbert Haviland Field. Die Idee eines internationalen Zentralbüros zur Verarbeitung wissenschaftlicher Literatur wurde von Field erstmals 1894 in einem Beitrag im Biologischen Zentralblatt skizziert. Im Zentrum der von Field angestrebten bibliographischen Reform stand der Aufbau einer umfassenden Kartei über sämtliche Neuerscheinungen auf dem Gebiet der Zoologie.
Hatte Field anfangs London oder Neapel mit seinen grossen zoologischen Bibliotheken als Standort des «Conciliums» erwogen, erfolgte die Gründung der Einrichtung schliesslich im zentral gelegenen Zürich. Hier nahm Field zusammen mit einer Sekretärin in Räumen in unmittelbarer Nähe von Universität und Polytechnikum im November 1895 die Arbeit auf. Als Ordnungssystem für die aufzubauende Kartei wurde die Dewey-Dezimalklassifikation gewählt. In der Frage der Klassifikation, wie auch bei der nach der Grösse der Karteikarten, koordinierte sich Field mit Paul Otlet. Das «Concilium» trat dem 1895 von Otlet und Henri La Fontaine in Brüssel mitbegründeten Institut International de la Bibliographie als angegliederte Einrichtung bei.
Prominente Fürsprecher des «Concilium Bibliographicum» waren die Zoologen Anton Dohrn und Arnold Lang. Finanzielle Unterstützung erfuhr es in den ersten Jahren seines Bestehens unter anderem durch die Schweizerische Eidgenossenschaft. 1897 geriet die Unternehmung in finanzielle Schwierigkeiten. Die Situation verbesserte sich erst als die Schweizerische Naturforschende Gesellschaft (SNG) das «Concilium» 1900 unter ihr Protektorat nahm. Ende 1907 konnte ein eigens für das Institut errichtetes Gebäude an der Hofstrasse 49 in Zürich-Hottingen bezogen werden. Subventioniert wurde das «Concilium» später auch durch die Rockefeller-Stiftung.
Nach dem Tod ihres Gründers im Jahr 1921 übernahm die SNG die Leitung des «Concilium Bibliographicum» und setzte 1922 den an der Universität Zürich lehrenden Zoologen Jean Strohl als neuen Direktor ein. Dieser hatte dem «Concilium» bereits zwischen 1907 und 1909 als Direktionsassistent gedient. Nachdem die Zahl der Abonnenten des Literaturdienstes in den 1930er Jahren stetig zurückgegangen war, musste das «Concilium» seine Arbeit 1940 kriegsbedingt einstellen.